# Artemis Fowl: Den Tabte Koloni
Artemis Fowl: Den Tabte Koloni er en ungdoms-fantasybog af den irske forfatter Eoin Colfer fra 2006. Det er den femte bog i Artemis Fowl-serien.
Oprindeligt skulle den være udgivet i Storbritannien og Irland den 7. september 2006, men sendt i butikkerne allerede 2. august.
Bogen følger Artemis Fowl, der har beregnet at en dæmon viser sig i en bestemt rytme forskellige steder på jorden. Et andet barne-geni, Minerva Paradizo, er dog også ude efter dæmonen. Historien involverer tidsrejse, og blev efterfulgt af Artemis Fowl: Tidsparadokset.